# Youdian
Youdian (kinesiska: 尤店, 尤店乡) är en socken i Kina. Den ligger i provinsen Henan, i den centrala delen av landet, omkring 290 kilometer söder om provinshuvudstaden Zhengzhou. Antalet invånare är 21 822. Befolkningen består av 10 851 kvinnor och 10 971 män. Barn under 15 år utgör 21,0 %, vuxna 15-64 år 68 %, och äldre över 65 år 9,0 %.
Genomsnittlig årsnederbörd är 1 143 millimeter. Den regnigaste månaden är augusti, med i genomsnitt 184 mm nederbörd, och den torraste är december, med 16 mm nederbörd.